# Khädub Gjamccho
Khädub Gjamccho (19. prosince 1838 – 31. ledna 1856 Potála, Lhasa, Tibet) byl 11. tibetským dalajlámou.
Roku 1840 byl rozpoznán jako 11. dalajlama. Pocházel z vesnice Litang, stejně jako jeho předchůdce, 7. dalajláma. 25. března 1855 byl oficiálně uveden do funkce, avšak již rok na to umřel. Byl to v pořadí třetí dalajláma, který zemřel v raném věku.